# شهرستان گرفینو
شهرستان گرفینو (به لهستانی: Powiat Gryfino) یک شهرستان در لهستان است که در استان پومرانی غربی واقع شده‌است. شهرستان گرفینو ۱٬۸۶۹٫۵۴ کیلومتر مربع مساحت و ۸۲٬۸۱۳ نفر جمعیت دارد.